# Escharoides longirostris
Escharoides longirostris är en mossdjursart. Escharoides longirostris ingår i släktet Escharoides och familjen Exochellidae.
Artens utbredningsområde är Röda havet. Inga underarter finns listade i Catalogue of Life.